# Scuderia Fiat Corse

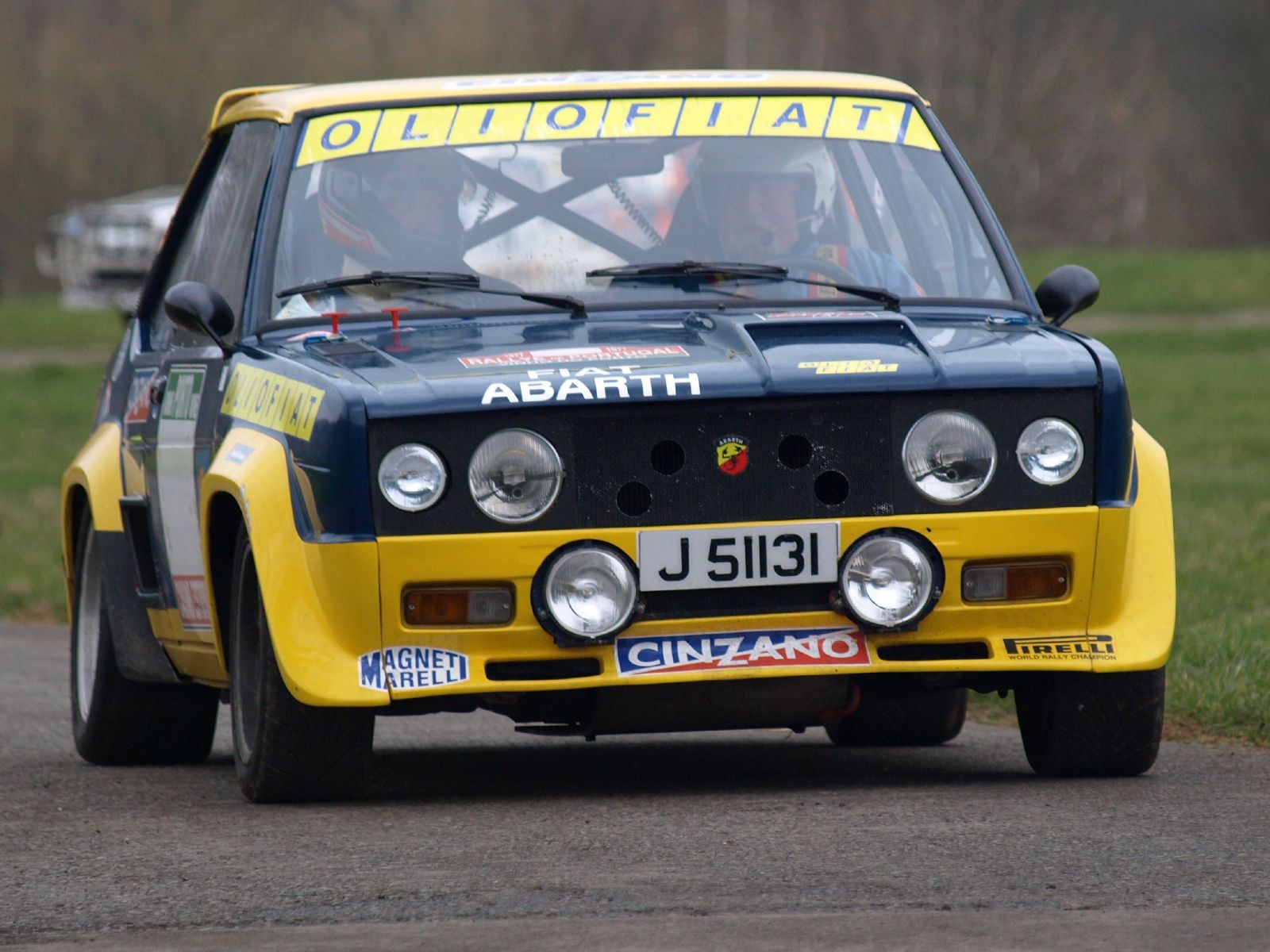
Markku Alén au volant de la Fiat 131 Abarth à 57 ans dans une exhibition en 2008

L'engagement de la Scuderia Fiat Corse dans les rallyes avec une équipe officielle remonte à la création du Championnat du monde des rallyes avec le fameux Groupe 4, et dura  13 ans, de 1970 à 1982, jusqu'à ce championnat ne change son règlement et devienne le FIA Groupe B. L'écurie Fiat sponsorisera sa filiale Lancia, détentrice de plusieurs titres de champion du monde des rallyes ancienne formule (CIM), avec les fameuses Lancia Fulvia HF et Lancia Stratos HF.

## Histoire
Le Groupe Fiat a toujours été présent dans la compétition automobile, à travers les courses d'endurance et de vitesse pure du début du XXe siècle, des rallyes ensuite, à travers ses propres équipes officielles ou des équipes privées. Après avoir soutenu l'équipe Lancia Corse en rallye avec le championnat du monde constructeurs en 1970, elle s'engagea directement dans la nouvelle formule WRC en 1973. Elle se retirera en 1982 pour laisser la place à l'écurie Lancia Corse lors du changement du règlement et de la transformation du Groupe 4 en FIA groupe B.
L'équipe Fiat Corse reprend du service actif en 2000 avec l'engagement de la Fiat Abarth Grande Punto S2000 dans les compétitions du Championnat européen des rallyes Intercontinental Rally Challenge, Championnat du monde S-WRC, Championnat du monde PWRC, Championnat d'Europe des rallyes.

## Voitures Fiat en compétition
- Fiat 1100
- Fiat 124 Abarth 1970 à 1974
- Fiat X1/9 Abarth 1974 et 1975
- Fiat 131 Abarth 1975 à 1982
- Fiat Abarth Grande Punto S2000 2006 à 2011

## Principaux pilotes
- Markku Alén,
- Walter Röhrl,
- Bernard Darniche,
- Maurizio Verini,
- Raffaele Pinto,
- Adartico Vudafieri,
- Giandomenico Basso,
- Luca Rossetti.

## Palmarès
- , 2 titres Champion du monde pilotes sur Fiat 131 Abarth :
  - Markku Alén au Championnat du monde des rallyes 1978,
  - Walter Röhrl au Championnat du monde des rallyes 1980,

- , 3 titres Champion du monde constructeurs avec une Fiat 131 Abarth : 
  - 1977,
  - 1978,
  - 1980,

- , 3 titres Champion d'Europe des rallyes : 
  - 1972 - Raffaele Pinto sur Fiat 124 Abarth,
  - 1975 - Maurizio Verini sur Fiat 124 Abarth,
  - 1981 - Adartico Vudafieri sur Fiat 131 Abarth,
  - 2006 et 2009 - Giandomenico Basso sur Fiat Abarth Grande Punto S2000
  - 2010 et 2011 - Luca Rossetti sur Fiat Abarth Grande Punto S2000

- , 1er titre Champion d'Europe Grand Tourisme en 1953 avec Helmut Polenski sur Fiat 1100